# Округ Кеноша (Висконсин)
Кеноша (енгл. Kenosha County) је округ у америчкој савезној држави Висконсин.

## Демографија
По попису из 2010. године број становника је 166.426, што је 16.849 (11,3%) становника више него 2000. године.
| Група             | 2000.           | 2010.           |
| Белци             | 127.287 (85,1%) | 129.892 (78,0%) |
| Афроамериканци    | 7.600 (5,1%)    | 11.052 (6,6%)   |
| Азијати           | 1.381 (0,9%)    | 2.393 (1,4%)    |
| Хиспаноамериканци | 10.757 (7,2%)   | 19.592 (11,8%)  |
| Укупно            | 149.577         | 166.426         |